# Neoblattella guianae
Neoblattella guianae är en kackerlacksart som beskrevs av Morgan Hebard 1929. Neoblattella guianae ingår i släktet Neoblattella och familjen småkackerlackor. Inga underarter finns listade i Catalogue of Life.